# الک‌چی
الک‌چی (ترکی آذربایجانی: Ələkçi) یک منطقهٔ مسکونی در جمهوری آرتساخ است که در استان کاشاتاق واقع شده‌است.